# Veikko Huovinen
Veikko Johannes Huovinen, född 7 maj 1927 i Simo, död 4 oktober 2009 i Sotkamo, var en finländsk författare, känd för sina humoristiska romaner och noveller.
Han tilldelades Pro Finlandia-medaljen 1969.

## Svenska översättningar
- Konsta (Havukka-ahon ajattelija) (översättning Anna Bondestam) (Bonnier, 1953)
- Fårätarna (Lampaansyöjät) (översättning Jens Hildén) (Rabén & Sjögren, 1977)
- Hamstrare (Hamsterit) (översättning Jens Hildén) (Rabén & Sjögren, 1979)

## Filmatiseringar
- 1971: Havukka-ahon ajattelija (Skogsfilosofen), TV-serie
- 1972: Lampaansyöjät (Fårätarna), film regisserad av Seppo Huunonen
- 1982: Hamsterit, TV-serie
- 2004: Koirankynnen leikkaaja (Dog Nail Clipper), film regisserad av Markku Pölönen
- 2009: Havukka-ahon ajattelija (Backwood Philosopher), film regisserad av Kari Väänänen